# 청록색난쟁이도마뱀붙이
청록색난쟁이도마뱀붙이(Lygodactylus Williamsi )는 터쿼이즈 드워프 게코(turquoise dwarf gecko), 윌리엄 드워프 게코(William's dwarf gecko), 애완동물 업계에서는 일렉트릭 블루 게코(electric blue gecko)라고도 부르며, 탄자니아에 자생하는, 치명적인 위기에 처한 도마뱀붙이류의 일종이다.
밀렵된 개체가 애완동물로서 널리 팔리고 있으며, 흔히 사람의 손에서 번식된 개체라는 잘못된 꼬리표가 붙는다. 번식이 가능하긴 하지만 유체는 신경을 많이 써줘야 하기 때문에 대규모로 번식하기 힘들다. EAZA(:en:European Association of Zoos and Aquaria) 동물원은 2013년부터 감금사육(:en:Captive breeding) 프로젝트와 혈통대장(en:studbook) 작성을 개시하였다.
이 종은 2014년 12월에 EU Appendix B protection에, 2017년 1월에 CITES 부속서 I(:en:CITES Appendix I)에 분류되었다. 이 종은 유럽연합에서 3년마다 갱신하여야 하는 서류, 허가 없이 사육, 판매할 수 없으며 현재 이 종을 보유하고 있는 사람은 반드시 등록하여야 한다. 몇몇 다른 나라에서도 비슷한 제한이 가해진다.

## 분포
이 도마뱀붙이의 생존을 위협하는 주된 요인은 국제 애완동물 거래를 뒷받침하기 위한 불법적인 밀렵이다. 이 녀석들은 위급종에 속해있으며 개체수는 급격하게 감소하고 있는 것으로 보인다.
야생에서 포획한 청록색난쟁이를 거래하는 것은 불법이지만 애완동물 가게에서 흔히 판매되고 있다. 2004년 12월에서 2009년 7월 사이에 밀렵집단 하나가 최소 32,310에서 42,610 마리의 청록색난쟁이를 포획했는데, 이는 당시 전체 야생 개체수의 최대 15%에 달한다.

### 지리학적 범위
청록색난쟁이는 해발 170–480 m (560–1,570 ft) 에 위치한 킴보자숲(:en:Kimboza forest), 루부삼림보호구역(Ruvu Forest Reserve), 음바갈랄라(Mbagalala), 무할라마(Muhalama)의 8 km2 (3.1 mi2) 에 불과한 영역에서만 발견된다. 상술한 장소는 탄자니아 동부의 울루구루산(:en:Uluguru Mountains) 기슭의 작은 언덕들에 위치한다.
킴보자숲삼림보호구역(Kimboza Forest Reserve)의 소개체군은 2009년에 성체 150,000 마리 정도로 평가되었다. 다른 소개체군들의 규모는 알 수 없지만, 전체 개체수에 크게 기여할 것으로 여겨지지는 않는다. 보호구역 바깥에 아주 작은 두 서식지가 존재한다. 하나는 바나나 플랜테이션(:en:Banana plantation)을 위한 개간에서 살아남은 14그루의 판단나무(en:Pandanus)이며, 다른 하나도 소멸하기 일보직전이다.

## 서식
청록색난쟁이는 야생에서는 오직 멸종위기종 목록에 올라가 있는 판단나무의 토착종인 Pandanus rabaiensis에서만 서식하며 주로 잎무리 속에서 지낸다. 이 녀석들은 잎무리의 크기가 1m가 넘어가는 큰 나무에서만 산다. 대개 잎무리 하나에 성체 하나, 또는 성체 암수 한 쌍, 또는 유체들이 서식하며 이파리에 고인 물, 작은 곤충이나 꽃꿀을 먹는다.

### 서식지 감소
도마뱀붙이 수집가들은 잎무리에 서식하는 도마뱀붙이를 잡기 위해 판단나무를 잘라내어 서식지를 파괴한다. 배를 통해 시장으로 운송되는 과정에서 수많은 도마뱀붙이가 죽는 것으로 보인다. 애완동물 거래는 서식지 파괴보다도 치명적이다.
청록색난쟁이의 열대우림 서식지 또한 줄어들고 조각나고 있다. 청록색난쟁이가 자생하는 삼림보호구역에서의 밀렵도 제대로 제지되지 않고 있다. 애완동물 밀렵꾼, 농경지를 확장(:en:Agricultural expansion)하기 위한 개간, 불법 벌목(:en:illegal logging), 잦아지는 산불, 판단나무가 자라는 노두에서 행하는 루비, 토르말린, 로돌라이트(en:Rhodolite), 금, 석회암 채굴과 같은 수많은 요소들이 삼림을 위협하고 있다. 참죽나무속(en:Cedrela)과 같은 침입종 나무도 위협이 되고 있다. 이러한 요소들의 영향을 받지 않은 구역은 거의 존재하지 않는다.

## 외양
수컷의 몸뚱아리는 밝은 파란색이며 검은색 두터운 목주름, 눈에 띄는 항문 앞의 구멍들, 툭 튀어나온 한 쌍의 반음경이 달려있다. 암컷의 몸뚱아리는 갈색에서 밝은 초록색 사이의 색깔을 띄며, 목에 검은 색깔을 띄는 부위가 거의, 또는 전혀 없다. 때때로 몸에 푸른빛이 도는 암컷이 존재하여 아성체나 서열이 낮은 수컷과 쉽사리 헷갈릴 수 있다. 배는 암수 관계 없이 주황색이다. 개체의 색상은 기분과 온도에 따라 달라진다. 수컷은 검은색이나 회색에서 밝은 하늘색까지, 암컷은 짙은 갈색에서 군데군데 하늘색을 띄는 밝은 녹색까지의 색상을 띌 수 있다. 성체의 주둥이-항문 길이는 5-8cm에 달한다.
CITES가 난쟁이도마뱀붙이류 식별 가이드를 주로 세관원을 위해 온라인으로 배포했다. 이 녀석들을 불법으로 선적할 때는 대개 의도적으로 잘못된 꼬리표를 붙이는데, 세관원들이 쉽게 속아넘어가기 때문에 조치를 취한 것이다.

## 습성
이 종은 난쟁이도마뱀붙이속, 낮도마뱀붙이속에 속한 모든 도마뱀붙이처럼 주행성이다. 용감하고, 활동적이고, 사회성이 높다. 수컷은 영역을 지키는 성향이 있으며, 대개 자기 영역에 다른 수컷이 존재하는 것을 허용하지 않는다. 옆구리 납작하게 하기(lateral flattening), 목주름 부풀리기, 머리 흔들기, 머리 까딱거리기, 꼬리 흔들기 등의 사회적인 몸짓이 있다.

## 번식
수컷은 옆구리 납작하게 하기, 목주름 부풀리기, 머리 흔들기와 같은 방식으로 암컷에게 구애한다. 암컷은 교미 2-3주 후에 완두콩 크기의 단단한 알 한 두개를 산란하여 안전하게 숨겨진 은신처에 붙여둔다. 알은 60-90일이 지나면 부화한다.

## 어원
종명 williamsi는 영국의 동물학자 아서 러브릿지가 미국의 파충류학자 어니스트 에드워드 윌리엄스(:en:Ernest Edward Williams)를 기려 지은 것이다.